# Torneo de Los Ángeles 2010
El Torneo de Los Ángeles es un evento de tenis que se disputa en Los Ángeles, Estados Unidos,  se juega entre el 26 de julio y el 1 de agosto de 2010.

## Campeones
- Individuales masculinos:  Sam Querrey derrota a   Andy Murray, 4-6, 6-4, 7-6(4).

- Dobles masculinos:  Bob Bryan /  Mike Bryan derrotan a  Eric Butorac /  Jean-Julien Rojer, 6–7(6), 6–2, [10–7].